# Bessastaðir
Bessastaðir est la résidence officielle du président d'Islande. Elle se trouve à Álftanes, une ville située à environ dix kilomètres à l'ouest de la capitale, Reykjavik.
Le site, situé aux abords d'une zone naturelle et face au vaste étang de Bessastaðatjörn, très prisé des oiseaux migrateurs, est occupée depuis Xe siècle, et comprend actuellement une grosse ferme, un manoir, ainsi qu'une église (seul bâtiment ouvert aux visiteurs). Au XIIIe siècle, l'une des fermes qui s'y trouvaient, étaient la propriété de l'écrivain Snorri Sturluson. Après la mort de ce dernier en 1241, le roi de Norvège Håkon IV lui confisqua ses biens, et durant tout le reste du Moyen Âge, Bessastaðir fut utilisé comme résidence des représentants des monarques norvégiens, puis danois en Islande.
Le bâtiment principal de Bessastaðir a été construit entre 1761 à 1766. En 1805, la seule école secondaire du pays vint s'y installer. Elle réunissait entre autres par le « Fjölnismenn », un groupe de jeunes intellectuels, ainsi que d'autres étudiants qui devinrent plus tard les dirigeants de la campagne pour l'indépendance nationale. L'école a déménagé à Reykjavík en 1846. En 1867, la ferme fut achetée par le poète et homme d'État Grímur Thomsen, qui y a vécu là pendant près de deux décennies. Parmi les propriétaires ultérieurs ont été rédacteur en chef et parlementaire Skúli Thoroddsen, et sa femme, Theodóra, qui était bien connu pour ses œuvres littéraires. En 1940 Sigurður Jónasson acheta Bessastaðir pour en faire don à l'État l'année suivante, lequel en fit la résidence officielle du régent du royaume d'Islande Sveinn Björnsson, devenu en 1944 président d'Islande.